# Platja de Port Saplaya Sud
La platja de Port Saplaya Sud està ubicada al sud de la urbanització de Port Saplaya, al municipi d'Alboraia (València, Espanya). Està separada de la platja de Port Saplaya Nord per l'entrada del port d´aquesta urbanització. És d'arena fina i presenta una gran ocupació als mesos d'estiu. Compta amb un bon nombre de serveis i zones comercials. La temporada de bany va del 10 de juny al 10 de setembre.